# Catantopsilus grammicus
Catantopsilus grammicus är en insektsart som först beskrevs av Bolívar, I. 1889.  Catantopsilus grammicus ingår i släktet Catantopsilus och familjen gräshoppor. Inga underarter finns listade i Catalogue of Life.